# Swammerdamella therisa
Swammerdamella therisa är en tvåvingeart som beskrevs av Cook 1971. Swammerdamella therisa ingår i släktet Swammerdamella och familjen dyngmyggor. Inga underarter finns listade i Catalogue of Life.